# Lista de episódios de MacGyver

logo de MacGyver

MacGyver foi uma série de televisão de ação e aventura norte-americana criada por Lee David Zlotoff. O seriado rendeu sete temporadas e foi originalmente transmitido pela ABC nos Estados Unidos de 1985 a 1992. No Brasil recebeu o título de Profissão: Perigo.
O episódio piloto foi exibido pela primeira vez nos EUA em 29 de setembro de 1985, enquanto que o episódio final foi levado ao ar em 25 de abril de 1992 na ABC. O show ainda originou dois telefilmes: MacGyver: Lost Treasure of Atlantis e MacGyver: Trail to Doomsday; ambos exibidos em 1994 pela mesma ABC.

## 1º Temporada (Setembro 1985 - Maio 1986)
| Episódio | Título no Brasil           | Título Original          |
| -------- | -------------------------- | ------------------------ |
| 01       | O Perigo                   | Pilot                    |
| 02       | O Triângulo Dourado        | The Golden Triangle      |
| 03       | O Ladrão de Budapeste      | Thief of Budapest        |
| 04       | Ao Estilo de MacGyver      | The Gauntlet             |
| 05       | O Grande Golpe             | The Heist                |
| 06       | O Mundo de Trumbo          | Trumbo's World           |
| 07       | A Última Chama             | Last Stand               |
| 08       | Fogo do Inferno            | Hellfire                 |
| 09       | O Pródigo                  | The Prodigal             |
| 10       | O Alvo é MacGyver          | Target MacGyver          |
| 11       | Pesadelo                   | Nightmares               |
| 12       | Minha Vez de Morrer        | Deathlock                |
| 13       | O Fim da Aventura          | Flame's End              |
| 14       | Contagem Regressiva        | Countdown                |
| 15       | O Inimigo Dentro de Nós    | The Enemy Within         |
| 16       | Toda Vez que Ela Sorri     | Every Time She Smiles    |
| 17       | Um Homem de Verdade        | To Be a Man              |
| 18       | O Patinho Feio             | Ugly Duckling            |
| 19       | Morte Lenta                | Slow Death               |
| 20       | A Fuga                     | The Escape               |
| 21       | Prisioneiro da Consciência | A Prisoner of Conscience |
| 22       | O Assassino                | The Assassin             |

## 2º Temporada (Setembro 1986 - Maio 1987)
| Episódio | Título no Brasil              | Título Original       |
| -------- | ----------------------------- | --------------------- |
| 01       | O Fator Humano                | The Human Factor      |
| 02       | Segredos Vitais               | The Eraser            |
| 03       | Aniversários São Importantes  | Twice Stung           |
| 04       | A Lenda da Criança Milagrosa  | The Wish Child        |
| 05       | Aproximação Final             | Final Approach        |
| 06       | Mentiras a Valer              | Jack of Lies          |
| 07       | A Estrada que Não Foi Seguida | The Road Not Taken    |
| 08       | Águias                        | Eagles                |
| 09       | O Mundo Silencioso            | Silent World          |
| 10       | A Trindade Maravilhosa        | Three For the Road    |
| 11       | O Cerco do Phoenix            | Phoenix Under Siege   |
| 12       | Um Assunto de Família         | Family Matter         |
| 13       | Um Toque Suave                | Soft Touch            |
| 14       | O Aniversário                 | Birth Day             |
| 15       | Piratas                       | Pirates               |
| 16       | Agindo no Frio                | Out in the Cold       |
| 17       | Dalton, o Espião              | Dalton, Jack of Spies |
| 18       | Sócios                        | Partners              |
| 19       | sem título no Brasil          | Bushmaster            |
| 20       | Amigos                        | Friends               |
| 21       | sem título no Brasil          | D.O.A.: MacGyver      |
| 22       | Por Amor ao Dinheiro          | For Love or Money     |

## 3º Temporada (Setembro 1987 - Maio 1988)
| Episódio | Título no Brasil              | Título Original    |
| -------- | ----------------------------- | ------------------ |
| 01       | Amor Perdido (Primeira Parte) | Lost Love (Part 1) |
| 02       | Amor Perdido (Segunda Parte)  | Lost Love (Part 2) |
| 03       | De Volta do Túmulo            | Back From the Dead |
| 04       | O Navio-Fantasma              | Ghost Ship         |
| 05       | Brilhante Azul                | Fire and Ice       |
| 06       | Um Projeto Quase Secreto      | GX-1               |
| 07       | Agulha no Palheiro            | Jack in the Box    |
| 08       | O Fazedor de Viúvas           | The Widowmaker     |
| 09       | A Grande Barricada            | Hell Week          |
| 10       | Nikki em Perigo               | Blow Out           |
| 11       | O Vírus da Morte              | Kill Zone          |
| 12       | Sabotagem                     | Early Retirement   |
| 13       | Gelo Fino                     | Thin Ice           |
| 14       | A Trinca Estranha             | The Odd Triple     |
| 15       | O Negociador                  | The Negotiator     |
| 16       | Perigo à Vista                | The Spoilers       |
| 17       | A Máscara do Lobo             | Mask of the Wolf   |
| 18       | Balançando o Berço            | Rock the Cradle    |
| 19       | O Grande Perigo               | The Endangered     |
| 20       | O Céu é Testemunha            | Murderer's Sky     |

## 4º Temporada (Outubro 1988 - Maio 1989)
| Episódio | Título no Brasil            | Título Original              |
| -------- | --------------------------- | ---------------------------- |
| 01       | O Segredo da Casa Parker    | The Secret of Parker House   |
| 02       | Irmãos de Sangue            | Blood Blothers               |
| 03       | Boa Vizinhança              | The Outsiders                |
| 04       | Um Avião e Uma Prece        | On A Wing And A Prayer       |
| 05       | Curso de Colisão            | Collision Course             |
| 06       | Os Sobreviventes            | The Survivors                |
| 07       | Sonhos Mortais              | Deadly Dreams                |
| 08       | Mamãe Dalton                | Ma Dalton                    |
| 09       | Rock Cleópatra              | Cleo Rocks                   |
| 10       | Fraternidade de Ladrões     | Fraternity of Thieves        |
| 11       | A Batalha de Tommy Giordano | The Battle of Tommy Giordano |
| 12       | O Desafio                   | The Challenge                |
| 13       | A Maratona                  | Runners                      |
| 14       | A Corrida do Ouro           | Gold Rush                    |
| 15       | O Matador Invisível         | The Invisible Killer         |
| 16       | Limpando o Cerébro          | Brainwashed                  |
| 17       | Alvo Fácil                  | Easy Target                  |
| 18       | Renegado                    | Renegade                     |
| 19       | Negócio Inacabável          | Unfinished Business          |

## 5º Temporada (Setembro 1989 - Abril 1990)
| Episódio | Título no Brasil                  | Título Original                      |
| -------- | --------------------------------- | ------------------------------------ |
| 01       | A Lenda da Rosa Sagrada (Parte 1) | The Legend of the Holy Rose (Part 1) |
| 02       | A Lenda da Rosa Sagrada (Parte 2) | The Legend of the Holy Rose (Part 2) |
| 03       | O Mapa da Joia                    | The Black Corsage                    |
| 04       | Cessar Fogo                       | Cease Fire                           |
| 05       | Segunda Chance                    | Second Chance                        |
| 06       | Cavaleiros das Noites Fantásticas | Halloween Knights                    |
| 07       | Filhos da Luz                     | Children of Light                    |
| 08       | O Rinoceronte Negro               | Black Rhino                          |
| 09       | A Solução dos Dez Por Cento       | The Ten Percent Solution             |
| 10       | Encrencas Mil                     | Two Times Trouble                    |
| 11       | A Madonna                         | The Madonna                          |
| 12       | Serenidade                        | Serenity                             |
| 13       | Vivendo e Aprendendo              | Live And Learn                       |
| 14       | A Floresta Sacrificada            | Log Jam                              |
| 15       | O Tesouro dos Incas               | The Treasure of Manco                |
| 16       | A Única Chance                    | Jenny's Chance                       |
| 17       | Disfarce Perfeito                 | Deep Cover                           |
| 18       | O Amadeus Perdido                 | The Lost Amadeus                     |
| 19       | Corações de Aço                   | Hearts of Steel                      |
| 20       | O Melhor Juízo                    | Rush to Judgement                    |
| 21       | A Passagem                        | Passages                             |

## 6º Temporada (Setembro 1990 - Maio 1991)
| Episódio | Título no Brasil          | Título Original         |
| -------- | ------------------------- | ----------------------- |
| 01       | Rapazes da Pesada         | Tough Boys              |
| 02       | Humanidade                | Humanity                |
| 03       | A Arma Fatal              | The Gun                 |
| 04       | Vinte Perguntas           | Twenty Questions        |
| 05       | A Parede                  | The Wall                |
| 06       | Lição em Maldade          | Lesson in Evil          |
| 07       | O Testamento de Harry     | Harry's Will            |
| 08       | As Damas de MacGyver      | MacGyver's Women        |
| 09       | A Colheita Amarga         | Bitter Harvest          |
| 10       | O Visitante               | The Visitor             |
| 11       | A Trapaça Nos Jogos       | Squeeze Play            |
| 12       | Paz Entre Velhos Rivais   | Jerico Games            |
| 13       | Terra de Ninguém          | The Wasteland           |
| 14       | O Olho de Osíris          | Eye of Osiris           |
| 15       | Alto Controle             | High Control            |
| 16       | Por Obra e Graça do Acaso | There but for the Grace |
| 17       | Fé Cega                   | Blind Faith             |
| 18       | Fé, Esperança e Caridade  | Faith, Hope & Charity   |
| 19       | Nada Pessoal, Só Negócios | Strictly Business       |
| 20       | Caminho de Lágrimas       | Trail of Tears          |
| 21       | A Visão Sinistra          | Hind-Sight              |

## 7º Temporada (Setembro 1991 - Maio 1992)
| Episódio | Título no Brasil                     | Título Original               |
| -------- | ------------------------------------ | ----------------------------- |
| 01       | O Amigo Honesto                      | Honest Abe                    |
| 02       | Morte Suspeita                       | The 'Hood                     |
| 03       | Obcecado                             | Obsessed                      |
| 04       | A Síndrome de Prometheus             | The Prometheus Syndrome       |
| 05       | Os Coltons                           | The Coltons                   |
| 06       | O Morto-vivo                         | Walking Dead                  |
| 07       | Boa Noite, MacGyver (Primeira Parte) | Good Knight MacGyver (Part 1) |
| 08       | Boa Noite, MacGyver (Segunda Parte)  | Good Knight MacGyver (Part 2) |
| 09       | Silêncio Mortal                      | Deadly Silents                |
| 10       | Decisão Fatal                        | Split Decision                |
| 11       | Brigas de Gangues                    | Gunz 'N Boyz                  |
| 12       | sem título no Brasil                 | Off the Wall                  |
| 13       | Notícia Inesperada                   | The Stringer                  |
| 14       | A Montanha da Juventude              | The Mountain of Youth         |

## Telefilmes
| Transmissão Original   | Título no Brasil                         | Título em Portugal                     | Título Original                     |
| ---------------------- | ---------------------------------------- | -------------------------------------- | ----------------------------------- |
| 14 de maio de 1994     | MacGyver: O Tesouro Perdido da Atlântida | MacGyver: Tesouro Perdido da Atlântida | MacGyver: Lost Treasure of Atlantis |
| 24 de novembro de 1994 | MacGyver: Julgamento Final               | MacGyver: Conspiração Internacional    | MacGyver: Trail to Doomsday         |

1. ↑  «MACGYVER - VOLUME 39 TESOURO PERDIDO DA ATLÂNTIDA». igac.gov.pt. Classificação etária de videojogos e videogramas. Consultado em 27 de novembro de 2024
2. ↑  «MACGYVER VOLUME 40 CONSPIRAÇÃO INTERNACIONAL». igac.gov.pt. Classificação etária de videojogos e videogramas. Consultado em 27 de novembro de 2024